# Liste von Andreas-Bobola-Kirchen
Dies ist eine Liste von Andreas-Bobola-Kirchen:
- St.-Andreas-Bobola-Kirche (Biała Piska)
- St.-Andreas-Bobola-Kirche (Gudniki)
- Gnadenkirche (Militsch)
- Dreifaltigkeitskirche (Rawicz)
- St.-Andreas-Bobola-Kirche (Rydzewo)
- Andreas-Bobola-Kirche (Stettin)
- St.-Andreas-Bobola-Kirche (Świętajno)
- St.-Andreas-Bobola-Kirche (Warschau)
- St.-Andreas-Bobola-Kirche (Wojciechy)
- St.-Andreas-Bobola-Kirche (Zarzyca)